# Ministère du Travail (Italie)
Pour les articles homonymes, voir Ministère du Travail.
Le ministère du Travail et des Politiques sociales de l'Italie (Ministero del Lavoro e delle Politiche Sociali, LPS) est un département ministériel de la République italienne.
L'actuelle ministre du Travail et des Politiques sociales est Marina Elvira Calderone.

## Fonctions
Le ministère du Travail et des Politiques sociales est compétent en matière de politique du travail, de développement de l'emploi, de protection des travailleurs, de protection sociale, de politiques sociales et d'immigration.

## Historique

### Histoire
Créé le 3 juin 1920, sous le nom de « ministère du Travail et de la Sécurité sociale » (Ministero del Lavoro e della Previdenza Sociale), par scission du ministère de l'Industrie, du Commerce et du Travail, il est supprimé entre 1923 et 1945.
La loi 300/1999 du 30 août 1999, dite « réforme Bassanini », le réforme et le département prend le titre de « ministère du Travail, de la Santé et des Politiques sociales » (Ministero del Lavoro, della Salute e delle Politiche Sociali, LSPS).
Pourtant, avec la formation du gouvernement Berlusconi II, le 11 juin 2001, sont constitués le « ministère du Travail et des Politiques sociales », et le « ministère de la Santé » (Ministero  della Salute). Le gouvernement Prodi II, constitué le 17 mai 2006, poursuit l'œuvre de démantèlement avec la création du « ministère du Travail et de la Sécurité sociale » et du « ministère de la Solidarité sociale » (Ministero della Solidarietà Sociale »).
Finalement, le 8 mai 2008, le ministère du Travail, de la Santé et des Politiques sociales est institué dans le gouvernement Berlusconi IV. Toutefois, le 13 décembre 2009, le ministère de la Santé est reconstitué et le département prend le titre de « ministère du Travail et des Politiques sociales ».

### Titulaires
Depuis sa dernière réforme[Quand ?], le ministère a été occupé par trois titulaires, dont deux indépendants.